# Даг Скотт
Даг Скотт, повне ім'я Даглас Кіт Скотт (англ. Douglas Keith Scott; 29 травня 1941, Ноттінгем, Ноттінгемшир, Велика Британія — 7 грудня 2020, Камбрія, Англія) — британський альпініст, письменник. Володар найпрестижнішої нагороди у світовому альпінізмі «Золотий льодоруб» (2011) у номінації «За досягнення всього життя» (англ. Lifetime Achievement Award). Учасник 45 експедицій у Гімалаї та Каракорум, здійснив загалом сорок висотних сходжень, з яких половину за новими маршрутами. Член Клубу семи вершин. Серед багатьох його видатних спортивних досягнень найзнаніші - перше сходження на Еверест південно-західною стіною (з Дугалом Гестоном), а також перше сходження на пік Баннта-Брак (Огре) у Каракорумі (з Крісом Бонінгтоном).
Кавалер ордена Британської імперії (1994) та золотої медалі Королівського географічного товариства (1999). Володар низки почесних звань. Автор кількох книг.

## Ранні роки
Народився 29 травня 1941 року в Ноттінгемі в сім'ї Джорджа та Джойс Скоттів. Батько служив у поліції, був спортсменом, у 1938 році став чемпіоном з боксу на змаганнях серед поліцейських Європи у легкій вазі. Базову освіту Даг здобув у початковій школі Robert Shaw Primary School, а потім у середній школі Cottesmore School (у якій згодом став викладачем географії). Його шлях у великий спорт почався зі шкільних туристичних прогулянок у 12-річному віці, а у 1955 році під час одного з походів він вперше побачив скелі Блек-Рокс (Дербішир) й альпіністів, що тренувалися на них. «Мені стало не те що цікаво, я був вражений». За два тижні разом зі своїм другом Клайвом Смітом Даг повернувся на велосипедах до цих скель і здійснив свій перший підйом нескладним маршрутом «Fat Man's Chimney». У наступні поїздки він проходив дедалі складніші маршрути. Потім були походи Сноудонією, подорожі автостопом Югославією і Марокко, перші вдалі та невдалі сходження. У віці 17 років Даг піднявся на Монблан, а у 20 пройшов північно-східну стіну Піц-Баділе за маршрутом Кассіна.

## Кар'єра в альпінізмі

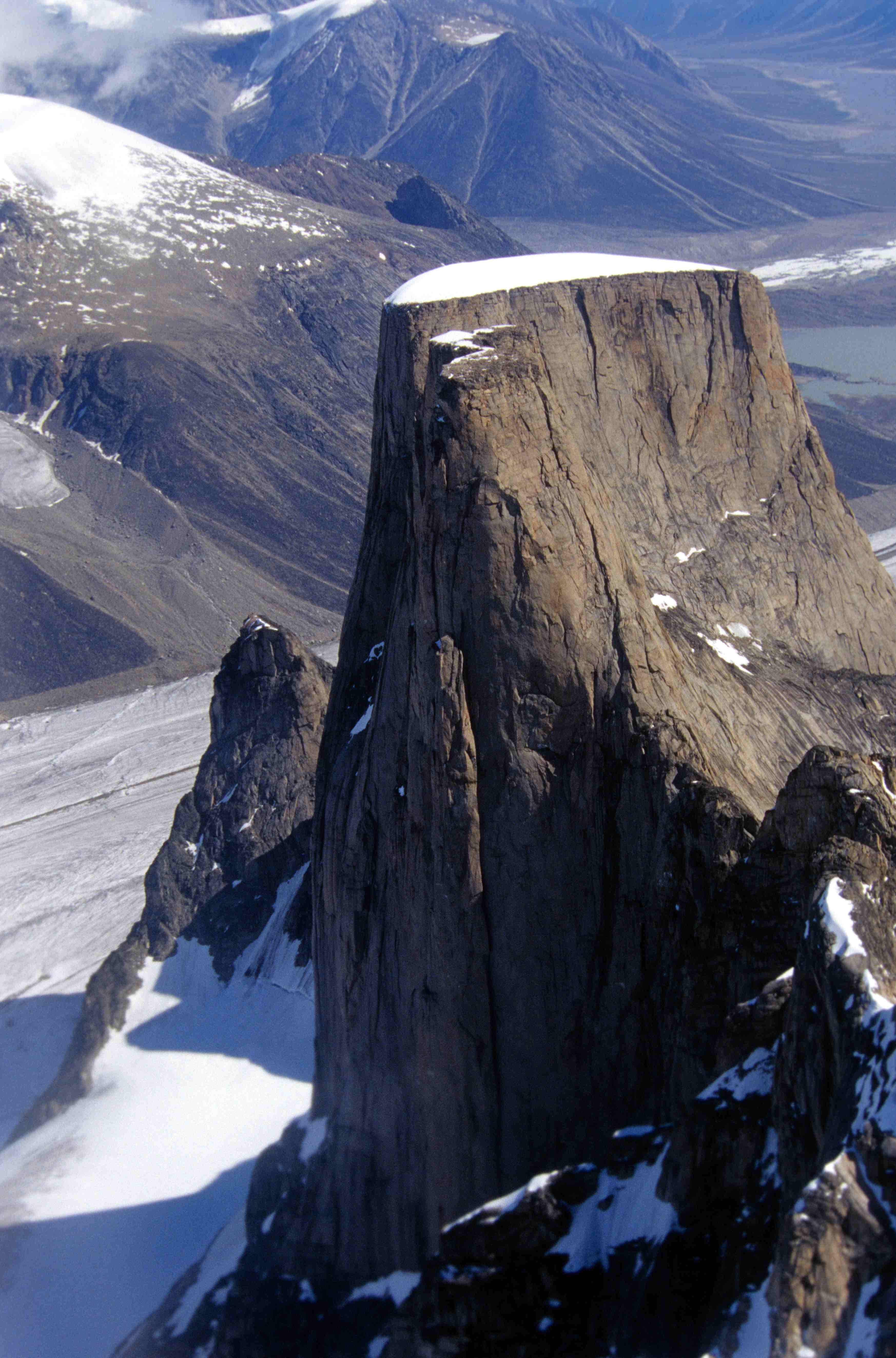
Асґард, Баффінова земля

У період з 1962 до початку 1970 років Даг здійснив безліч сходжень в Альпах, а також за їхніми межами. Зокрема перше сходження на Тарсо-Тієроко (Чад, масив Тібесті), перший підйом південною стіною на Кох-і-Бандака (англ. Koh-i-Bandaka, Гіндукуш, Афганістан, 6812 м), сходження по ребру Бонатті на Ле Дрю, перше британське сходження по Salathé Wall на Ель Капітан (США, з Пітером Габелером). У 1972 році Скотт разом з Деннісом Геннеком (англ. Dennis Hennek), Полом Нанном (англ. Paul Nunn) і Полом Брейтвейтом (англ. Paul Braithwaite) пройшов новий маршрут східним ребром на Асґард (Баффінова земля, Scott Route VI 5.9, A1).
У 1972 році для Скотта почався період сходження на азійські гіганти. Навесні він взяв участь в міжнародній експедиції Карла Герлігкоффера, що ставила своїм завданням пройти неприступну південно-західну стіну Евересту, а восени приєднався до експедиції Кріса Бонінгона, яка також штурмувала цю твердиню (обидві спроби закінчилися невдачею). 1974 року разом із Бонінгтоном, Гестоном, Мартіном Бойсеном (англ. Martin Boysen), Бальвантом Сендху (англ. Balwant Sandhu) та Течі Шерпою (англ. Tachei Sherpa) здійснив сходження на Чангабанг (6 864 м), а 24 вересня 1975 року Скотт і Дугал Гестон зійшли на найвищу вершину планети новим екстраскладним маршрутом по південно-західній стіні (керівник експедиції Кріс Бон). Крім цього, вони стали першими британцями, що ступили на вершину Джомолунгми. Під час спуску з вершини на висоті 8 763 метри Даг і Дугал провели «холодну ночівлю» при температурі нижче −40 С° (без мінімального набору бівачного спорядження) у нашвидкуруч виритій невеликій сніговій печері, але змогли самостійно спуститися вниз. За словами Скотта, попри перенесені випробування, «це були три найкращі дні, проведені в горах». На ознаменування «великого досягнення» свої віншування альпіністам направила Королева Великої Британії Єлизавета II.
У 1977 році після чотирьох попередніх невдалих спроб різних експедицій Скотт і Бонінгтон піднялися на одну з найскладніших для сходження вершин у Каракорумі пік Огре (7 284 м). Але під час першого ж дюльфера вниз Скотт зламав собі кісточки обох ніг. Протягом наступних семи днів за підтримки Бонінінгтона, а також другої штурмової зв'язки — Клайва Роуленда (англ. Clive Rowland) і Мо Ентойна в умовах штормової погоди, практично без їжі та пиття, Скотт на колінах зумів самостійно дістатися базового табору. За цей спортивний подвиг Дагу було надано премію «За спортивну доблесть» (Victoria Sporting Club's Valour in Sport award, £ 25 000), проте за кілька днів до церемонії її офіційного вручення Скотт, який планував передати ці гроші Фонду Евереста, відмовився від нагороди: «Жоден альпініст, що я знаю, не прийме нагороду грошима. Це неприйнятно для альпіністів. Це те, чого не можна робити» (роком раніше премію отримав автоперегонник Нікі Лауда).
Наступного року Скотт брав участь в експедиції Бонінгтона на К2, а також спробі сходження на Нупцзе північним гребенем (з Майком Ковінгтоном (англ. Mike Covington) і Джо Таскером — обидві закінчилися невдало. У 1979 році разом з Таскером і Пітером Бордманом Скотт здійснив перше сходження північним гребенем на Канченджанґу (в альпійському стилі без допомоги висотних носіїв), а також з Джорджем Беттембургом (англ. Georges Bettembourg), Браяном Голлом (англ. Brian Hall) й Аланом Роузом першим пройшов Північний контрфорс Нупцзе (North Buttress).
У 1980 роках Скотт брав участь у трьох спробах сходжень на K2 (за різними маршрутами (1980, 1983, 1987)), і двох на Макалу (південно-східним гребенем (1980, 1983), були досягнуті висоти 8180 і 8370). У 1981 році проклав новий маршрут на Шивлінг (східним ребром, разом з Ріком Вайтом, Грегом Чайлдом і Джорджем Беттембургом), що вважається винятковим за сукупністю складності, краси та бездоганності стилю, в якому був пройденим. У 1982 році Скотт піднявся в альпійському стилі південною стіною на Шишабангму (з Алексом Макінтайром і Роджером Бакстер-Джонсом (англ. Roger Baxter-Jones), а 1983 року на Броуд-пік (за класикою, зі Стівом Састедом (англ. Steve Sustad)).
У 1990 роках Скотт здійснював сходження у різних регіонах світу — Індії, Тибеті, Антарктиді, Аргентині й інших. У 1995 році став членом Клубу семи вершин — альпіністом, який підкорив найвищі вершини всіх семи континентів. «Своїми „зухвалими“ сходженнями в альпійському стилі він довів, що можна підійматися на найвищі вершини землі лише з вмістом власного наплічника».

## Деякі зі сходжень у різних регіонах
- 1974 — перше сходження на пік Абу Алі ібн Сіни південно-східним гребенем (з Клайвом Роулендом, Полом Брейтвейтом і Гаєм Лі)
- 1976 — перше сходження (в альпійському стилі) південною стіною Деналі (з Дугалом Гестоном)
- 1988 — Дічу-Дрейк[en] (Бутан), Північна вершина масиву
- 1992 — Чімтарга (Таджикистан), пік Вінсон (Антарктида), Pelagic (Вогняна земля)
- 1995 — Пунчак-Джая (Нова Гвінея)

## Громадська діяльність
З початку 1990-х років Даг Скотт почав займатися активною громадською та благодійною діяльністю, спрямованою переважно на покращення умов життя корінних народів Азії. За його словами, на проблему злиднів й антисанітарії він звернув пильну увагу після смерті в експедиції 1990 року одного з висотних носіїв. Першим кроком у цьому напрямку стало будівництво невеликого водопроводу в одному з пакистанських сіл, потім будівництво школи. У 1998 році Скотт заснував благодійну організацію Community Action Nepal, яка за роки свого існування реалізувала безліч проєктів у сферах охорони здоров'я, освіти, екології й економіки Непалу. Фонд фінансувався добровільними пожертвами, а також грошима, отриманими Скоттом від читання численних лекцій.
З 1976 до 1982 рік Скотт очолював клуб Alpine Climbing Group, а з 1999 до 2001 рік був президентом Альпійського клубу Великої Британії. Був членом Ноттінгемського альпклубу.

## Нагороди та почесні звання
За свої досягнення Скотт отримав низку нагород та почесних звань:
Нагороди:
- Орден Британської Імперії (1994)
- Золота медаль Королівського географічного товариства (1999)[18]
- Лауреат премії «Золотий Орел» від Гільдії письменників та фотографів-мандрівників (2005)[19]
- Лауреат премії «За досягнення всього життя» John Muir Trust[en] (2005)[20]
- «Золотий льодоруб» у номінації «Кар'єра в альпінізмі» (2011)[9]

Почесні звання:
- Почесний магістр мистецтв Університету Лафборо
- Почесний магістр педагогіки Університету Ноттінгем-Трент
- Почесний магістр мистецтв Ноттінгемського університету